# Mesochorus petiolus
Mesochorus petiolus là một loài tò vò trong họ Ichneumonidae.